# Velká cena Francie silničních motocyklů 2007
Velká cena Francie se uskutečnila od 18.-20. května, 2007 na okruhu Bugatti Circuit.

## Moto GP
Na slavný okruh v Le Mans přijel obhajovat loňské prvenství Marco Melandri,ale jeho případný úspěch se díky výkonům letos příliš neočekával.A tak si na vítězství brousili zuby hlavní aspiranti na boj o titul.Zejména letošní hvězda Australan Casey Stoner,který zatím vyhrál tři závody z dosavadních čtyř.Valentino Rossi,který tu vyhrál v letech 1997,2002 a 2005 měl jediný cíl a to nic menšího než vítězství, taktéž v případě Daniela Pedrosy, který ovládl francouzskou velkou cenu ve svých mistrovských letech 2003-2005 ve třídách 125cc a 250cc.
Jediná změna v sestavách týmů se stala v týmu Kawasaki, kde Oliviera Jacqua nahradil bývalý vicemistr světa ve třídě 250cc Fonsi Nieto.
Na neděli se předpovídal déšť, a tak mohl zazářit prakticky kdokoliv.

## Kvalifikace
| *                                               | *                                                 | *                                                 |
| _______1_______ Colin Edwards Yamaha 1:33.616   |                                                   |                                                   |
|                                                 | _______2_______ Casey Stoner Ducati 1:33.710      |                                                   |
|                                                 |                                                   | _______3_______ Carlos Checa Honda 1:33.859       |
| _______4_______ Valentino Rossi Yamaha 1:33.875 |                                                   |                                                   |
|                                                 | _______5_______ John Hopkins Suzuki 1:34.102      |                                                   |
|                                                 |                                                   | _______6_______ Toni Elias Honda 1:34.125         |
| _______7_______ Nicky Hayden Honda 1:34.247     |                                                   |                                                   |
|                                                 | _______8_______ Randy de Puniet Kawasaki 1:34.318 |                                                   |
|                                                 |                                                   | _______9_______ Marco Melandri Honda 1:34.360     |
| _______10_______ Daniel Pedrosa Honda 1:34.412  |                                                   |                                                   |
|                                                 | _______11_______ Sylvain Guintoli Yamaha 1:34.507 |                                                   |
|                                                 |                                                   | _______12_______ Chris Vermeulen Suzuki 1:34.574  |
| _______13_______ Alex Barros Ducati 1:34.817    |                                                   |                                                   |
|                                                 | _______14_______ Shinya Nakano Honda 1:34.834     |                                                   |
|                                                 |                                                   | _______15_______ Loris Capirossi Ducati 1:34.903  |
| _______16_______ Makoto Tamada Yamaha 1:35.346  |                                                   |                                                   |
|                                                 | _______17_______ Alex Hofmann Ducati 1:35.578     |                                                   |
|                                                 |                                                   | _______18_______ Kenny Roberts Jr KR212V 1:35.681 |
| _______19_______ Fonsi Nieto Kawasaki 1:36.312  |                                                   |                                                   |
| ----------------------------------------------- | ------------------------------------------------- | ------------------------------------------------- |

## Závod
| Pos | #  | Jezdec           | Stroj    | Kola | Čas       | Rošt | Body |
| --- | -- | ---------------- | -------- | ---- | --------- | ---- | ---- |
| 1   | 71 | Chris Vermeulen  | Suzuki   | 28   | 50:58.713 | 12   | 25   |
| 2   | 33 | Marco Melandri   | Honda    | 22   | +12.599   | 9    | 20   |
| 3   | 27 | Casey Stoner     | Ducati   | 22   | +27.347   | 2    | 16   |
| 4   | 26 | Daniel Pedrosa   | Honda    | 22   | +37.328   | 10   | 13   |
| 5   | 66 | Alex Hofmann     | Ducati   | 22   | +49.166   | 17   | 11   |
| 6   | 46 | Valentino Rossi  | Yamaha   | 22   | +53.563   | 4    | 10   |
| 7   | 21 | John Hopkins     | Suzuki   | 22   | +1:01.073 | 5    | 9    |
| 8   | 65 | Loris Capirossi  | Ducati   | 22   | +1:21.241 | 15   | 8    |
| 9   | 66 | Makoto Tamada    | Yamaha   | 21   | +1 kolo   | 16   | 7    |
| 10  | 50 | Sylvain Guintoli | Yamaha   | 21   | +1 kolo   | 11   | 6    |
| 11  | 11 | Fonsi Nieto      | Kawasaki | 21   | +1 kolo   | 19   | 5    |
| 12  | 5  | Colin Edwards    | Yamaha   | 19   | +3 kola   | 1    | 4    |
| Ret | 4  | Alex Barros      | Ducati   | 21   | Nehoda    | 13   |      |
| Ret | 10 | Kenny Roberts Jr | KR212V   | 20   | Porucha   | 18   |      |
| Ret | 1  | Nicky Hayden     | Honda    | 19   | Nehoda    | 7    |      |
| Ret | 56 | Shinya Nakano    | Honda    | 14   | Nehoda    | 14   |      |
| Ret | 14 | Randy de Puniet  | Kawasaki | 8    | Nehoda    | 8    |      |
| Ret | 24 | Toni Elias       | Honda    | 7    | Nehoda    | 6    |      |
| Ret | 7  | Carlos Checa     | Honda    | 6    | Nehoda    | 3    |      |

## Průběžná klasifikace jezdců a Týmů
| Pos | #  | Jezdec          | Stroj  | Body |
| --- | -- | --------------- | ------ | ---- |
| 1   | 27 | Casey Stoner    | Ducati | 102  |
| 2   | 46 | Valentino Rossi | Yamaha | 81   |
| 3   | 26 | Daniel Pedrosa  | Honda  | 62   |
| 4   | 33 | Marco Melandri  | Honda  | 61   |
| 5   | 71 | Chris Vermeulen | Suzuki | 55   |
| 6   | 21 | John Hopkins    | Suzuki | 48   |
| 7   | 65 | Loris Capirossi | Ducati | 38   |
| 8   | 24 | Toni Elias      | Honda  | 35   |
| 9   | 5  | Colin Edwards   | Yamaha | 35   |
| 10  | 66 | Alex Hofmann    | Ducati | 30   |

| Pos | Tým                  | Továrna  | Body |
| --- | -------------------- | -------- | ---- |
| 1   | Ducati Marlboro Team | Ducati   | 140  |
| 2   | Fiat Yamaha Team     | Yamaha   | 116  |
| 3   | Rizla Suzuki MotoGP  | Suzuki   | 103  |
| 4   | Honda Gresini        | Honda    | 96   |
| 5   | Repsol Honda Team    | Honda    | 92   |
| 6   | Pramac d'Antin       | Ducati   | 57   |
| 7   | Kawasaki Racing Team | Kawasaki | 28   |
| 8   | Dunlop Yamaha Tech 3 | Yamaha   | 23   |
| 9   | Honda LCR            | Honda    | 20   |
| 10  | Konica Minolta Honda | Honda    | 15   |
| 11  | Team Roberts         | KR212V   | 4    |

| Pos | Továrna  | Body |
| --- | -------- | ---- |
| 1   | Ducati   | 102  |
| 2   | Honda    | 89   |
| 3   | Yamaha   | 81   |
| 4   | Suzuki   | 71   |
| 5   | Kawasaki | 28   |
| 6   | KR212V   | 4    |

## Kvalifikace
| *                                                | *                                                 | *                                                | *                                                   |
| _______1_______ Jorge Lorenzo Aprilia 1:37.934   |                                                   |                                                  |                                                     |
|                                                  | _______2_______ Julian Simon Honda 1:38.463       |                                                  |                                                     |
|                                                  |                                                   | _______3_______ Hector Barbera Aprilia 1:38.610  |                                                     |
|                                                  |                                                   |                                                  | _______4_______ Thomas Lüthi Aprilia 1:38.772       |
| _______5_______ Alvaro Bautista Aprilia 1:38.820 |                                                   |                                                  |                                                     |
|                                                  | _______6_______ Alex de Angelis Aprilia 1:38.826  |                                                  |                                                     |
|                                                  |                                                   | _______7_______ Marco Simoncelli Gilera 1:38.888 |                                                     |
|                                                  |                                                   |                                                  | _______8_______ Andrea Dovizioso Honda 1:38.890     |
| _______9_______ Mika Kallio KTM 1:38.982         |                                                   |                                                  |                                                     |
|                                                  | _______10_______ Hiroshi Aoyama KTM 1:39.200      |                                                  |                                                     |
|                                                  |                                                   | _______11_______ Anthony West Aprilia 1:39.217   |                                                     |
|                                                  |                                                   |                                                  | _______12_______ Shuhei Aoyama Honda 1:39.256       |
| _______13_______ Fabrizio Lai Aprilia 1:39.741   |                                                   |                                                  |                                                     |
|                                                  | _______14_______ Aleix Espargaro Aprilia 1:39.884 |                                                  |                                                     |
|                                                  |                                                   | _______15_______ Jules Cluzel Aprilia 1:40.359   |                                                     |
|                                                  |                                                   |                                                  | _______16_______ Dirk Heidolf Aprilia 1:40.488      |
| _______17_______ Karel Abraham Aprilia 1:40.515  |                                                   |                                                  |                                                     |
|                                                  | _______18_______ Taro Sekiguchi Aprilia 1:40.591  |                                                  |                                                     |
|                                                  |                                                   | _______19_______ Eugene Laverty Honda 1:40.630   |                                                     |
|                                                  |                                                   |                                                  | _______20_______ Ratthapark Wilairot Honda 1:40.716 |
| _______21_______ Imre Toth Aprilia 1:41.338      |                                                   |                                                  |                                                     |
|                                                  | _______22_______ Alex Baldolini Aprilia 1:41.422  |                                                  |                                                     |
|                                                  |                                                   | _______23_______ Arturo Tizon Aprilia 1:41.432   |                                                     |
|                                                  |                                                   |                                                  | _______24_______ Roberto Locatelli Gilera 1:41.719  |
| ------------------------------------------------ | ------------------------------------------------- | ------------------------------------------------ | --------------------------------------------------- |

## Závod
| Pos | #  | Jezdec              | Stroj   | Kola | Čas         | Rošt | Body |
| --- | -- | ------------------- | ------- | ---- | ----------- | ---- | ---- |
| 1   | 1  | Jorge Lorenzo       | Aprilia | 26   | 43:12.237   | 1    | 25   |
| 2   | 34 | Andrea Dovizioso    | Honda   | 26   | +0.156      | 8    | 20   |
| 3   | 3  | Alex de Angelis     | Aprilia | 26   | +2.733      | 6    | 16   |
| 4   | 80 | Hector Barbera      | Aprilia | 26   | +5.971      | 3    | 13   |
| 5   | 60 | Julian Simon        | Honda   | 26   | +6.111      | 2    | 11   |
| 6   | 58 | Marco Simoncelli    | Gilera  | 26   | +22.753     | 7    | 10   |
| 7   | 36 | Mika Kallio         | KTM     | 26   | +23.139     | 9    | 9    |
| 8   | 19 | Alvaro Bautista     | Aprilia | 26   | +27.416     | 5    | 8    |
| 9   | 73 | Shuhei Aoyama       | Honda   | 26   | +28.915     | 12   | 7    |
| 10  | 14 | Anthony West        | Aprilia | 26   | +33.950     | 11   | 6    |
| 11  | 8  | Ratthapark Wilairot | Honda   | 26   | +57.900     | 20   | 5    |
| 12  | 32 | Fabrizio Lai        | Aprilia | 26   | +58.011     | 13   | 4    |
| 13  | 25 | Alex Baldolini      | Aprilia | 26   | +1:06.251   | 22   | 3    |
| 14  | 44 | Taro Sekiguchi      | Aprilia | 26   | +1:06.720   | 18   | 2    |
| 15  | 50 | Eugene Laverty      | Honda   | 26   | +1:07.649   | 19   | 1    |
| 16  | 28 | Dirk Heidolf        | Aprilia | 26   | +1:14.837   | 16   |      |
| 17  | 9  | Arturo Tizon        | Aprilia | 26   | +1:31.455   | 23   |      |
| 18  | 41 | Aleix Espargaro     | Aprilia | 26   | +1:39.701   | 14   |      |
| Ret | 10 | Imre Toth           | Aprilia | 15   | Porucha     | 21   |      |
| Ret | 4  | Hiroshi Aoyama      | KTM     | 11   | Porucha     | 10   |      |
| Ret | 16 | Jules Cluzel        | Aprilia | 5    | Nehoda      | 15   |      |
| Ret | 17 | Karel Abraham       | Aprilia | 5    | Nehoda      | 17   |      |
| Ret | 12 | Thomas Lüthi        | Aprilia | 2    | Nehoda      | 4    |      |
| DNS | 15 | Roberto Locatelli   | Gilera  |      | Nestartoval |      |      |

## Průběžná klasifikace jezdců a továren
| Pos | #  | Jezdec           | Stroj   | Body |
| --- | -- | ---------------- | ------- | ---- |
| 1   | 1  | Jorge Lorenzo    | Aprilia | 120  |
| 2   | 34 | Andrea Dovizioso | Honda   | 88   |
| 3   | 3  | Alex de Angelis  | Aprilia | 75   |
| 4   | 19 | Alvaro Bautista  | Aprilia | 64   |
| 5   | 80 | Hector Barbera   | Aprilia | 47   |
| 6   | 60 | Julian Simon     | Honda   | 37   |
| 7   | 12 | Thomas Lüthi     | Aprilia | 32   |
| 8   | 36 | Mika Kallio      | KTM     | 30   |
| 9   | 32 | Fabrizio Lai     | Aprilia | 25   |
| 10  | 58 | Marco Simoncelli | Gilera  | 24   |

| Pos | Továrna | Body |
| --- | ------- | ---- |
| 1   | Aprilia | 120  |
| 2   | Honda   | 88   |
| 3   | KTM     | 40   |
| 4   | Gilera  | 27   |